# Buryň
Buryň (ukrajinsky Буринь) je město v Sumské oblasti na Ukrajině. K roku 2016 v něm žilo bezmála devět tisíc obyvatel.

## Poloha a doprava
Buryň leží na Čaše, levém přítoku Sejmu v povodí Dněpru. Od Sum, správního střediska oblasti, je vzdálen přibližně 86 kilometrů severozápadně. Nejbližší železniční stanice je Putyvl přibližně 23 kilometrů severně.

## Dějiny
První písemná zmínka je z listiny vytvořené mezi lety 1387 a 1392.
Za druhé světové války dobyly Buryň 16. září 1941 jednotky německé armády a 6. září 1943 jej dobyly zpět jednotky Rudé armády.
Od roku 1964 je Buryň městem.